# Dasispermum capense
Dasispermum capense är en växtart i släktet Dasispermum och familjen flockblommiga växter. Den beskrevs av Jean-Baptiste de Lamarck och fick sitt nu gällande namn av Anthony R. Magee och Ben-Erik Van Wyk

## Utbredning
Arten förekommer i Sydafrika.